# Batman (Terra-Due)
Batman di Terra-2 è una versione alternativa del supereroe della DC Comics, che fu introdotto dopo che la DC creò la Terra-2, un mondo parallelo stabilito retroattivamente come casa dei personaggi pubblicati nella Golden Age dei fumetti. Questo permise ai creatori di pubblicare i fumetti di Batman e nel frattempo di poter ignorare le storie della Golden Age, risolvendo anche un'incongruenza, dato che Batman fu pubblicato in un'unica incarnazione fin dalla sua nascita.
La storia del personaggio adotta tutte le prime storie dell'eroe pubblicate negli anni trenta e quaranta, mentre le avventure del Batman della Silver Age della linea temporale principale di allora (che viveva su Terra-1), cominciò più tardi le sue avventure e alcuni particolari delle sue origini furono rivisti. Ognuno di loro fu descritto separatamente, sebbene fossero individui viventi paralleli che vivevano ognuno nel proprio universo, con il Batman "più vecchio" che alla fine raggiunse il pensionamento ed infine anche la morte.
Un parallelo di questo personaggio fu introdotto in Justice Society of America Annual n. 1 (2008) intitolato "Terra-2", dove la Terra-2 post-Crisi fu introdotta a pieno. La differenza maggiore tra il Wayne di Terra-2 pre-Crisi e quello post-Crisi è il fatto che quello nuovo fu ucciso dal Joker. Cosa che portò successivamente il criminale a scoprire anche le identità di Robin e della Cacciatrice.

## Biografia del personaggio

### Infanzia e inizio della storia
Le origini di Batman e la sua storia sono essenzialmente le stesse di quella del suo parallelo di Terra-1, ma gli eventi si sviluppano in un mondo vecchio stile. Per esempio, Batman fece il suo debutto nel 1939, incontrò Robin, il Joker, Catwoman e Clayface ad un certo punto negli anni '40, il Pinguino nel 1941, Due Facce nel 1942, ecc. Queste date riflettono le date di pubblicazione esatte delle storie originali, piuttosto che mantenere l'approccio della giovinezza sempiterna della versione di Terra-1.
- Bruce Wayne nasce a Gotham City tra il 1915 e il 1916.
- I suoi genitori vengono uccisi quando aveva otto anni da Joe Chill, nel 1924. Alfred Pennyworth, a differenza di Terra-1, non lo crebbe. Si incontrarono per la prima volta nel 1943, dopo che Batman ebbe già incontrato Robin (infatti, questa versione di Alfred è Alfred Beagle, di cui il nome fu mantenuto per distinguerlo dall'Alfred di Terra-1).
- Dopo un periodo di allenamento, un giovane Bruce Wayne divenne Batman. La sua prima storia fu "The Case of the Chemical Syndicate", sebbene la descrizione della storia fece presumere che quella non fosse la sua prima missione.
- Bruce Wayne incontra un Dick Grayson di otto anni, dopo l'omicidio dei suoi genitori. Grayson diventa Robin.
- Superman e Batman diventano amici per la pelle. A differenza dell'amicizia antagonistica delle loro incarnazioni post-Crisi, andarono molto d'accordo e spesso lavorarono insieme. Insieme a Kal-L fece parte della Justice Society of America e partecipò alla Seconda guerra mondiale insieme all'All-Star Squadron.
- Batman muore nel 1979.

### Divergenze con Terra-1
All'alba della Silver Age dei fumetti, la DC decise di reinventare molti dei più grandi supereroi. Flash e Lanterna Verde furono reinventati nei personaggi dei grandi Barry Allen ed Hal Jordan. Superman e Batman rimasero più o meno gli stessi. Fu più tardi rivelato che gli eroi correnti vivevano in un mondo parallelo fatto apposta per gli eroi della Golden Age. Quando Barry Allen incontrò Jay Garrick, significò che esistevano due Flash, due Lanterne Verdi, due Superman e due Batman. Mentre Batman e Superman furono originariamente riscritti all'incirca nello stesso modo, le differenze tra le versioni di Terra-1 e Terra-2 sono l'età, i poteri e il carattere. Storie successive aumentarono le differenze a livelli eccessivi per il Bruce Wayne di Terra-2, tanto che questi accettò che la forza di polizia poteva essere efficace nel combattimento al crimine, abbastanza da divenire addirittura Commissario del Dipartimento di Polizia di Gotham City; il suo alter ego di Terra-1 non accettò mai che la forza di polizia fosse sufficiente per combattere i criminali.
Il Batman di Terra-2 ebbe numerose evoluzioni del personaggio dal Batman principale, come per esempio il fatto che Bruce Wayne di Terra-2 fece della sua ex-avversaria Catwoman l'amore della sua vita e ne condivise la sua identità segreta. Successivamente si sposarono. Ebbero una figlia, Helena Wayne, la Cacciatrice. Per di più, affermò pubblicamente di essere stato il Batman originale in gioventù. Infine, Batman fu costretto a rimettersi il costume da pipistrello per un'ultima missione, in quanto un ladro, magicamente potenziato da Felix Faust, minacciava Gotham. Proprio come quando aveva otto anni, il Wayne di Terra-2 dovette scontrarsi con un ladro la cui arma era più grande di lui, sebbene questa volta si trattasse di un fulmine e non di una pistola. Già malato terminale di cancro a causa della vita da fumatore di pipa (come specificato in The Brave and The Bold n. 79), Wayne decise di combattere contro questo ladro, anche al costo della sua stessa vita. Il Dottor Fate di Terra-2 rimosse questa rivelazione dalle menti della popolazione di tutta la Terra-2, facendo credere loro che Bruce Wayne morì di cancro in casa sua, mentre Batman perì in battaglia.
Nella miniserie Crisi sulle Terre infinite, l'Anti-Monitor distrusse la maggior parte degli universi, riducendo l'universo normale e l'universo anti-materiale in un singolo universo di materia positiva. La Terra-2 "non esistette mai" nella storia di questo nuovo universo, cosa che rimosse Batman retroattivamente dalla storia, mescolando elementi del suo passato con quello del Batman di Terra-1, creando effettivamente un Batman con una nuova continuità moderna.
Come omaggio a questa versione del personaggio, la sua ultima "comparsa" ufficiale avvenne in Secret Origins vol. 2 n. 6 (settembre 1986), nella storia "Secret Origins Starring the Golden Age Batman", dello scrittore Roy Thomas e degli artisti Marshall Rogers e Terry Austin, una specie di rinarrazione delle origini di Batman di Terra-2.

### Un anno dopo
Durante Crisi infinita, i membri anziani della Justice Society ricordarono alcune vicende dell'esistenza su Terra-2. Un anno dopo, quando il Fantasma Gentiluomo attaccò la JSA utilizzando poteri di controllo limitati sugli spiriti dei morti, Jakeem Thunder e Thunderbolt furono assistiti in battaglia dagli spiriti di alcuni membri ed alleati deceduti della JSA, tra cui vi era anche Batman di Terra-2. Sebbene Jakeem fosse confuso dalla sua presenza, notando che Batman (quello che conosceva lui) non era morto, Thunderbolt gli disse di non preoccuparsene.